# Burr Steers

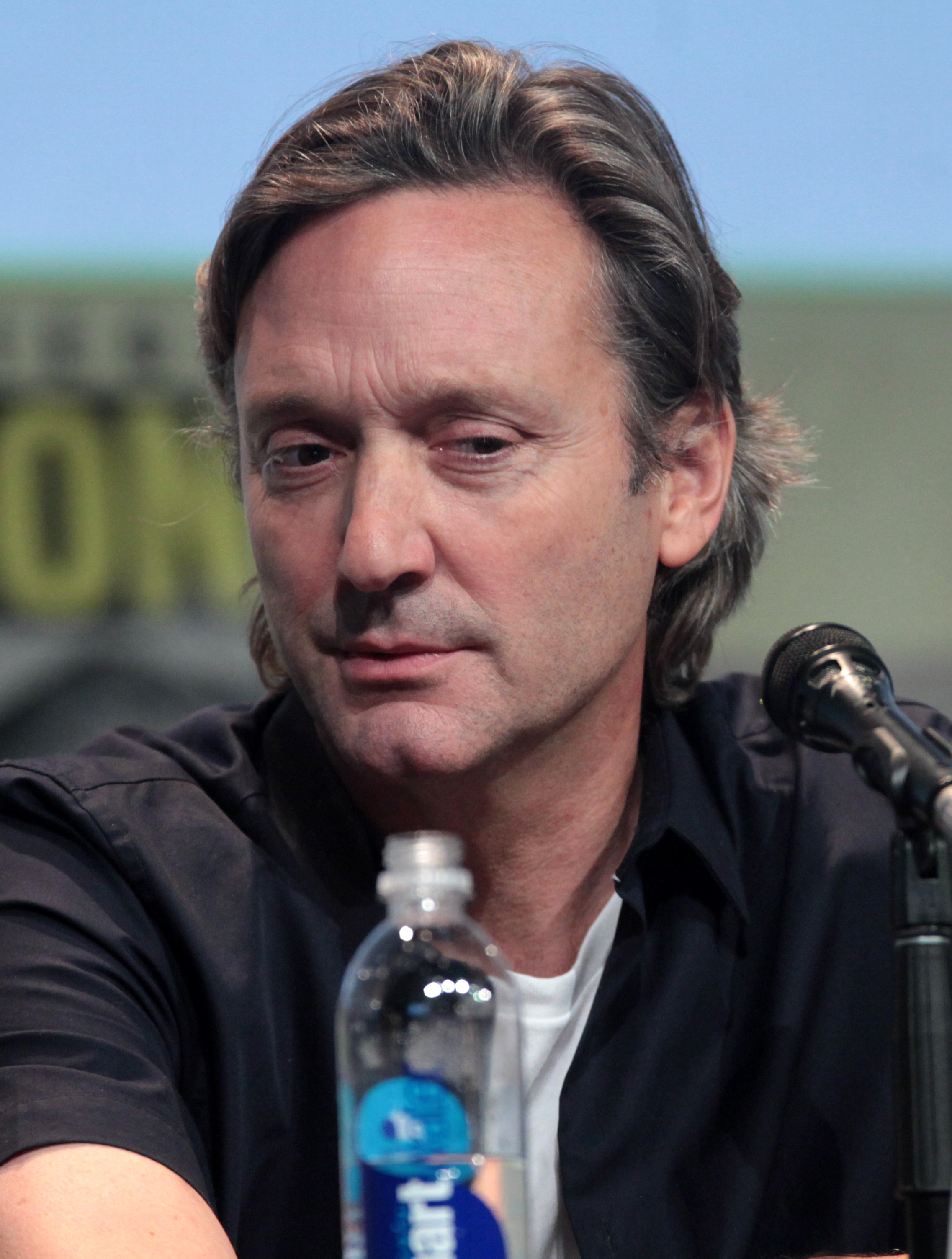
Burr Steers (2015)

Burr Gore Steers (* 8. Oktober 1965 in Washington, D.C.) ist ein US-amerikanischer Drehbuchautor,  Filmregisseur und Schauspieler.

## Leben
Steers wurde in Washington, D.C. als zweiter Sohn von Newton Ivan Steers Jr. (1917–1993), einem republikanischen Kongressabgeordneten aus Maryland, und Nina Gore Auchincloss geboren. Steers ist mit dem dritten US-Vizepräsidenten Aaron Burr verwandt. Steers Urgroßvater war Thomas Gore, Oklahomas erster demokratischer Senator, sein Großvater ist John Warner, der dem US-Senat als Vertreter des Bundesstaates Virginia angehörte.
Sein älterer Bruder, Hugh Auchincloss Steers (1963–1995), war ein Künstler und starb an AIDS.

## Karriere
Steers hatte eine kleine Rolle im Film Pulp Fiction vom Regisseur Quentin Tarantino und war eine der Radiostimmen in Reservoir Dogs – Wilde Hunde. Er spielte unter anderem auch in The Last Days of Disco mit, an der Seite von Chloë Sevigny und Kate Beckinsale als Angestellter in der Diskothek.
Im Jahr 2002 schrieb er das Drehbuch für den Independentfilm Igby mit Kieran Culkin und Susan Sarandon, wobei er selbst Regie führte. Für den im Jahr 2003 erschienenen Film, Wie werde ich ihn los – in 10 Tagen? mit Kate Hudson und Matthew McConaughey in den Hauptrollen, arbeitete er ebenfalls am Drehbuch mit.
Bei einzelnen Episoden für die Fernsehserien Weeds, The L Word und Big Love führte Steers Regie.
Seinen endgültigen Durchbruch als Regisseur schaffte er 2009 mit der Filmkomödie 17 Again mit Zac Efron in der Hauptrolle. Ein Jahr später führte er bei dem Filmdrama Wie durch ein Wunder Regie, der Verfilmung des Bestsellers The Death and Life of Charlie St. Cloud von Ben Sherwoods. Darin ist erneut Zac Efron in der Hauptrolle zu sehen, neben Kim Basinger und Ray Liotta.

## Filmografie (Auswahl)

### Als Regisseur
Kino
- 2002: Igby
- 2009: 17 Again – Back to High School (17 Again)
- 2010: Wie durch ein Wunder (Charlie St. Cloud)
- 2016: Stolz und Vorurteil und Zombies (Pride and Prejudice and Zombies)

Fernsehen
- 2005: Weeds – Kleine Deals unter Nachbarn (Fernsehserie, 1 Episode)
- 2005: The L Word – Wenn Frauen Frauen lieben (Fernsehserie, 1 Episode)
- 2007: Big Love (Fernsehserie, 1 Episode)
- 2012: The New Normal (Fernsehserie, 1 Episode)

### Als Drehbuchautor
- 2002: Igby
- 2003: Wie werde ich ihn los in 10 Tagen (How to Lose a Guy in 10 Days)
- 2016: Stolz und Vorurteil und Zombies (Pride and Prejudice and Zombies)

### Als Schauspieler
- 1989: Bloodnight (Intruder)
- 1989: Gejagt bis in den Tod (Billy the Kid, Fernsehfilm)
- 1992: Reservoir Dogs – Wilde Hunde (Reservoir Dogs), nur Stimme eines Radiomoderators
- 1993: Naked in New York
- 1994: Pulp Fiction
- 1998: Last Days of Disco – Nachts wird Geschichte gemacht (The Last Days of Disco)